# Hatiora gaertneri
Rhipsalidopsis gaertneri, Cactus de Pâques, Cactus de Pentecôte
Espèce
Statut CITES
Le Cactus de Pâques, Hatiora gaertneri (Regel) Moran, est une espèce de plantes ornementale à fleurs de la famille des Cactacées. 

## Synonymes
- Rhipsalidopsis gaertneri (Regel) Moran
- Epiphyllum russellianum var. gaertneri Regel
- Epiphyllum gaertneri (Regel) W.J.Rob.
- Schlumbergera gaertneri[2].

## Description
La plante produit le plus souvent des fleurs rouges. Il existe une forme aux fleurs blanches.
À maturité, il se développe en un arbuste à feuilles et à base ramifiées. Les tiges sont constituées de segments dont la plupart sont aplatis et qui sont les organes de la photosynthèse (cladode) de la plante. Les segments les plus jeunes sont vert terne, de 4  -  7 cm de long et de 2  -  2,5 cm de large, avec de petites encoches sur les marges. Les structures caractéristiques des cactus, appelées aréoles, se forment dans ces entailles. Les fleurs se forment à partir d'aréoles aux extrémités des tiges. Celles-ci sont de couleur écarlate, longue de 4  -  5 cm, radialement symétriques (actinomorphes), s'ouvrant sur une forme d'entonnoir d'un diamètre maximal d'environ 4  -  7,5 cm. La forme du fruit rouge est oblongue. Il apparaît après la fertilisation des fleurs.

## Répartition et habitat
H. gaertneri  est originaire du sud-est du Brésil, dans les états de Paraná et Santa Catarina.
Il pousse à une altitude de 350 - 1 300 m. Comme d'autres espèces du genre,  H. gaertneri  pousse sur des arbres (épiphyte) ou moins souvent des roches (lithophyte) dans la forêt ombrophile subtropicale.

## Culture

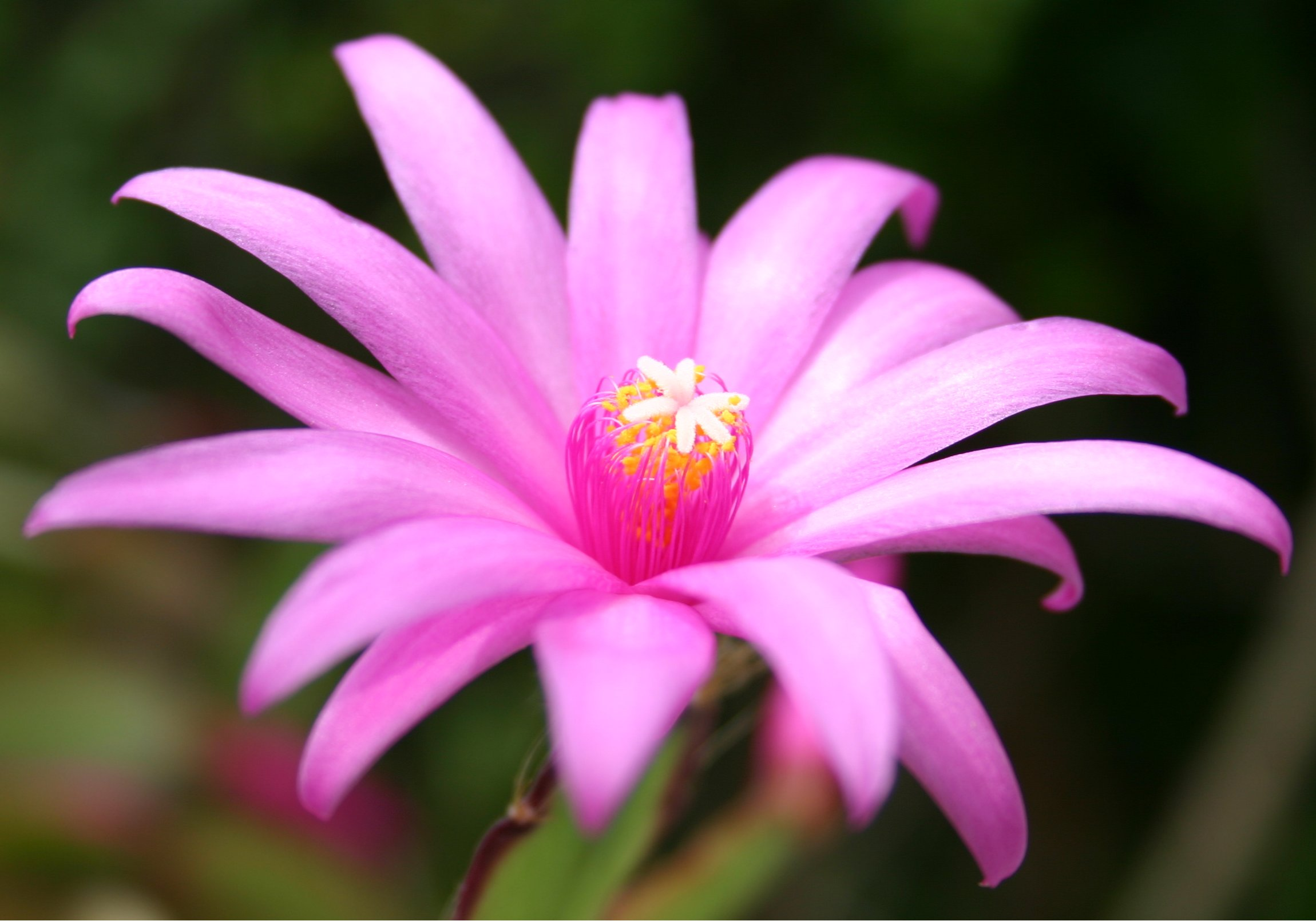
Fleur du cultivar Hatiora × graeseri.

Sous le nom de cactus de Pâques ou Pentecôte,  Hatiora gaertneri  est largement cultivé comme plante ornementale pour ses fleurs écarlates. Ses noms communs reflètent la période au cours de laquelle il fleurit dans l'hémisphère nord, à savoir la fin du printemps. Il a été artificiellement croisé avec une espèce à fleurs roses,  Hatiora rosea , pour former l'hybride  H.  ×  graeseri , dont les cultivars ont des fleurs dans une plus large gamme de couleurs.
Le cactus de Pâques est considéré comme plus difficile à cultiver que le cactus de Noël ( Schlumbergera ).
Les recommandations sont relativement courantes :
- Température  - Des températures estivales autour de 25 °C sont préférées[4]avec des températures inférieures à 7–13 °C en hiver (de novembre à janvier dans l'hémisphère nord) pour permettre une bonne formation des bourgeons[3].
- Lumière  - En tant que plantes forestières épiphytes, elles ne sont pas exposées à la lumière du soleil. La demi-ombre est recommandée. Les plantes peuvent être placées dehors en été[5].
- Arrosage  - On dit que le cactus de Pâques réagit mal aux arrosages excessifs ou insuffisants, par ex. en perdant des segments de tige ; un sol continuellement humide est recommandé[3].
- Multiplication  - Des segments de la tige peuvent être enlevés à la fin du printemps et la surface coupée mise à sécher avant d'être placée dans un sol légèrement humide[5].